# Mielichhoferia subbasilaris
Mielichhoferia subbasilaris är en bladmossart som beskrevs av Brotherus in Mildbraed 1910. Mielichhoferia subbasilaris ingår i släktet kismossor, och familjen Bryaceae. Inga underarter finns listade i Catalogue of Life.